# Pontchardon
Pontchardon település Franciaországban, Orne megyében. Lakosainak száma 184 fő (2022. január 1.). Pontchardon Canapville, Ticheville, Avernes-Saint-Gourgon, Le Bosc-Renoult és Vimoutiers községekkel határos.

## Népesség
A település népességének változása:
| Lakosok száma | 243  | 224  | 205  | 180  | 177  | 174  | 167  | 176  | 184  |
|               | 2013 | 2015 | 2016 | 2017 | 2018 | 2019 | 2020 | 2021 | 2022 |